# Dífil (escriptor)
Dífil (en llatí Diphilus, en grec Δίφιλος) va ser un gramàtic i escriptor grec nascut a Laodicea de Frígia que va escriure un comentari sobre la Theriaca de Nicandre. El menciona Ateneu. Va viure al segle ii o al segle iii.